# Karlstorps församling
Karlstorps församling var en församling i Växjö stift och Vetlanda kommun. Den 1 januari 2010 uppgick församlingen i Alseda församling.
Församlingskyrka var Karlstorps kyrka.

## Administrativ historik
Församlingen har medeltida ursprung.
Församlingen var till 1962 moderförsamling i pastoratet Karlstorp och Kråkshult. Från 1962 var församlingen annexförsamling i pastoratet Alseda, Skede, Ökna och Karlstorp som 1992 utökades med Skirö församling. 2010 uppgick denna församling i Alseda församling.
Församlingskod var 068517.

## Kyrkoherdar
Lista över kyrkoherdar i Karlstorps församling.
| Verksam   | Namn                           | Levnadstid | Övrigt                                        |
| --------- | ------------------------------ | ---------- | --------------------------------------------- |
| 1364      | Hincekin                       |            |                                               |
| 1411      | Tyrgilz                        |            |                                               |
|           | Petrus Svenonis                |            | Senare kyrkoherde i Alseda församling.        |
|           | Suno Petri                     |            | Senare kyrkoherde i Alseda församling.        |
| 1547–1567 | Birger Pedersson               |            |                                               |
| 1567–1569 | Mathias Olai                   |            |                                               |
| 1569–1584 | Jonas Andreae                  |            |                                               |
| 1584–1590 | Paulus Germundi                |            |                                               |
| 1593–1597 | Christopher Gudmundi Spegel    |            |                                               |
| 1597–1624 | Johannes Petri                 |            |                                               |
| 1624–1648 | Ericus Holgerdi                |            |                                               |
| 1649–1672 | Sveno Magni Langius            | –1672      |                                               |
| 1673–1707 | Christophorus Gudmundi Arelius | –1707      |                                               |
| 1708–1720 | Jonas Angvilin                 | 1667–1720  |                                               |
| 1722–1739 | Isac Arelius                   | –1739      |                                               |
| 1740–1747 | Samuel Björkman                | 1707–1747  |                                               |
| 1749–1773 | Jonas Lagergren                | 1704–1773  |                                               |
| 1774–1793 | Sven Nymansson                 | 1717–1793  |                                               |
| 1793–1829 | Jonas Chrysander               | 1750–1829  |                                               |
| 1829–1852 | Pehr Magnus Palmberg           | 1788–1852  |                                               |
| 1853–1859 | Nils Gustaf Holmber            |            | Senare kyrkoherde i Fröderyds församling.     |
| 1860–1876 | Daniel Persson Allvin          |            | Senare kyrkoherden i Allmundsryds församling. |
| 1876–1883 | Johan Sandström                |            | Senare kyrkoherde i Slätthögs församling.     |
| 1884–1920 | Israel Johannes Carlstedt      | 1834–1923  |                                               |
| 1919–1922 | Johannes Lundquist             | 1853–1922  |                                               |
| 1922–     | Sven Robert Johansson Rubin    | 1883–      |                                               |